# Sammy Mejía
Samuel José "Sammy" Mejia (nascut el 7 de febrer de 1983 a El Bronx) és un exjugador de bàsquet dominico-nord-americà professional durant tretze temporades. Mesura 1,98 metres, i jugava en la posició d'escorta.

## Trajectòria esportiva

### Universitat
Després del seu pas pel Theodore Roosevelt High School del Bronx, Mejía va cursar els seus estudis universitaris als DePaul, jugant durant 4 temporades amb els Blue Demons. Allí va fer una mitjana de durant tot aquest temps 12,1 punts, 4,8 rebots i 3,2 assistències. En la seva última temporada va ser inclòs en el segon millor equip de la Big East Conference.

### Professional
Va ser triat en el lloc 57 de la segona ronda del Draft de l' NBA de 2007 pels Detroit Pistons, equip amb el qual va signar contracte al juliol de 2007 El 2008 fitxa per l'AEL 1964 BC de la Lliga Grega.